# Silikuan Hulu
Silikuan Hulu is een bestuurslaag in het regentschap Pelalawan van de provincie Riau, Indonesië. Silikuan Hulu telt 1888 inwoners (volkstelling 2010).